# Pitnus tucsoni
Pitnus tucsoni är en skalbaggsart som beskrevs av Xavier Bellés 1992. Pitnus tucsoni ingår i släktet Pitnus och familjen Ptinidae. Inga underarter finns listade i Catalogue of Life.